# فيتالي كيزيليوف
فيتالي كيزيليوف هو لاعب كرة قدم أوكراني، ولد في 20 فبراير 1983 في خاركيف في أوكرانيا. شارك مع منتخب أوكرانيا لكرة الصالات. أما مع النوادي، فقد لعب مع MFC Lokomotyv Kharkiv ‏.

## وصلات خارجية
- فيتالي كيزيليوف على موقع الاتحاد الأوربي (الإنجليزية)